# Io con te non ci sto più
Io con te non ci sto più è un film del 1983 diretto da Gianni Amico.

## Trama
Roma. Marco e Clara dopo due anni di convivenza decidono di interrompere la loro relazione ma, data la crisi edilizia, non si lasciano sfuggire l'occasione di un appartamentino, benché piccolo, scomodo e con problemi idraulici. Un rubinetto gocciola senza pietà, tenendo sveglio Marco che non gradisce l'idea di dormire da solo e che desidera ancora Clara. E a Clara basta bere un bicchiere di più per cadere in tentazione, salvo poi rivendicare la propria indipendenza una volta smaltito l'effetto dell'alcool.
Tra litigi e riconciliazioni, il turbolento ménage dei due coinquilini va avanti fino a quando, nell'appartamento accanto, viene ad abitare Tina, restauratrice di quadri che prima diventa amica di Clara e poi, quando Clara va in vacanza, diventa amante di Marco. Tornata dalla vacanza, Clara è furiosa di gelosia e fa di tutto per eliminare l'amica-rivale. Marco intanto sperimenta un "concerto d'acqua" e il problema idraulico precipita, provocando un irrimediabile allagamento. I tre si ritrovano allora senza un tetto, pieni di contraddizioni, vittime della penuria degli alloggi.

## Produzione
Il film segnò il ritorno al cinema di Gianni Amico dopo Tropici, film girato in Brasile e uscito nel 1968. Dopo quindici anni dedicati alla televisione, Amico ebbe la possibilità di tornare sul grande schermo e di realizzare questa commedia "da camera" ideata insieme a Enzo Ungari e sceneggiata da entrambi con l'aiuto di Francesco Tullio Altan, presentandola il 4 settembre 1983 in anteprima alla Mostra di Venezia nella rassegna collaterale Venezia Notte. Bernardo Bertolucci, che quell'anno era anche presidente della giuria della Mostra, si presentò così nella nuova veste di produttore e mecenate di cineasti emarginati, dando spazio a Gianni Amico che vent'anni prima aveva collaborato con lui nella stesura dei copioni di Prima della rivoluzione e di Partner.
Prima di essere distribuito nelle sale italiane, il film inciampò nelle maglie della Commissione di censura per una breve sequenza di nudo maschile e per alcune battute «in linguaggio volgare, non adatte ai minori». La produzione si rese disponibile al taglio della sequenza, ma non alla distribuzione con divieto ai minori di 14 anni. Fu pertanto richiesta una seconda revisione, con la quale alcuni mesi più tardi venne autorizzata la visione "per tutti".

## Distribuzione
La pellicola venne distribuita a partire da novembre 1983 in 48 copie.